# Рубское (село)
Рубское — село в Княгининском районе Нижегородской области России. Входит в состав Соловьёвского сельсовета.

## География
Село находится на юго-востоке центральной части Нижегородской области, в зоне хвойно-широколиственных лесов, на левом берегу реки Степановка, при автодороге 22К-0043, на расстоянии приблизительно 5 км (по прямой) к северо-северо-западу (NNW) от Княгинино, административного центра района. Абсолютная высота — 112 м над уровнем моря.
Климат
Климат характеризуется как умеренно континентальный, с коротким тёплым летом и холодной снежной зимой. Среднегодовая температура — 3,6 °C. Средняя температура воздуха самого тёплого месяца (июля) — 18,7 °C (абсолютный максимум — 37 °C); самого холодного (января) — −12 °C (абсолютный минимум — −45 °C). Среднегодовое количество атмосферных осадков составляет около 582 мм, из которых 65 % выпадает в тёплый период.
Часовой пояс
Село Рубское, как и вся Нижегородская область, находится в часовой зоне МСК (московское время). Смещение применяемого времени относительно UTC составляет +3:00.

## Население
| 2002 | 2010 |
| ---- | ---- |
| 83   | ↘45  |

Национальный состав
Согласно результатам переписи 2002 года, в национальной структуре населения русские составляли 95 %.